# María Isabel Gómez Bell
María Isabel Gómez Bell (Buenos Aires, Argentina, 26 de enero de 1943 – 24 de enero de 2000), conocida como Baby Bell, fue una actriz y cantante argentina-mexicana. Fue principalmente reconocida por protagonizar la película Cada quién su lucha (1966), junto con el dueto cómico-musical mexicano, Viruta y Capulina. Además de su carrera cinematográfica, también incursionó como intérprete, especialmente en música infantil. 

## Biografía y trayectoria
María Isabel Gómez Bell nació en Buenos Aires, Argentina, el 26 de enero de 1943. Aunque era de origen argentino, desarrolló gran parte de su carrera artística en México, especialmente en el transcurso de la década de los 60, donde grabó varios discos y participó en películas y programas de televisión. Se destacó por su participación en Las hijas de Elena (1964), El último cartucho (1965), Millonario a go go (1965) y Cada quién su lucha (1966), y también por su talento para la música infantil; posteriormente se radicó en Venezuela donde se dedicó a la actuación en telenovelas y en el programa de televisión de comedia Bienvenidos con Miguel Ángel Landa y adquirió la nacionalidad venezolana. Finalmente regresó a su país natal donde falleció el 24 de enero de 2000 a la edad de 56 años.

## Filmografía

### Filmes
- (1964) Las hijas de Elena
- (1965) El último cartucho
- (1965) Millonario a go go
- (1966) Cada quién su lucha

### Televisión
- (1985) Las Amazonas (serie de TV)

## Temas interpretados
- Está Escrito en el Cielo
- Bat Masterson
- Es tu Beso Como un Rock
- Fuiste Tú
- Hola Hola Buenos Días
- No Puedo Dejar de Moverme
- Mágica Luna
- La Historia de mi Amor
- Algo ha Cambiado